# 人民戦線 (シンガポール)
人民戦線（People's Front、人民阵线）はシンガポールに存在した政党。1971年5月21日に登録された。主に社会主義戦線から離脱した中国語話者で組織され、1972年シンガポール通常選挙を戦った。しかし、1976年シンガポール通常選挙では大部分の所属人が労働者党に鞍替えした。残った所属人も選挙後に統一戦線（後のシンガポール統一戦線、民主進歩党）に合流し人民戦線は活動停止した。